# 王景崇 (五代)
王景崇（？—949年），邢州（今河北邢台）人。五代后汉时任凤翔巡检使、节度使。为人精明，看事敏锐，擅长说辞。
乾祐元年（948年）趙思綰在永興（長安）兵變，鳳翔節度使王景崇依附反叛，盡殺侯益家屬七十余人。
三鎮連叛，汴京震動。隱帝急派樞密使郭威前去討伐。
最初趙暉進攻鳳翔，王景崇遣使向蜀主孟昶告急，孟昶命安思謙出援。
趙暉後向郭威乞師，祐二年（949年）河中、長安依次平定，僅剩下王景崇困守危城，幕客周璨勸他投降。
十二月，赵晖军急攻凤翔，王景崇原计划派公孫輦等人用火燒城的東門诈降，然后用牙兵攻击城北的敌兵。但第二天，公孫輦按照计划火燒東門的时候，王景崇举族自焚而死，其部下公孙辇、张思谏等皆投降。

## 延伸阅读
[在维基数据编辑]
 《新五代史·卷53》，出自歐陽修《新五代史》